# Acacia desmondii
Acacia desmondii är en ärtväxtart som beskrevs av Bruce R. Maslin. Acacia desmondii ingår i släktet akacior, och familjen ärtväxter. Inga underarter finns listade i Catalogue of Life.